# Godzina kątowa
Godzina kątowa – jednostka miary kątowej w równikowym układzie współrzędnych astronomicznych.
Podział kąta pełnego na 24 godziny stosuje się do wyrażania wielkości kąta rektascensji.